# Eureka Centre Ballarat

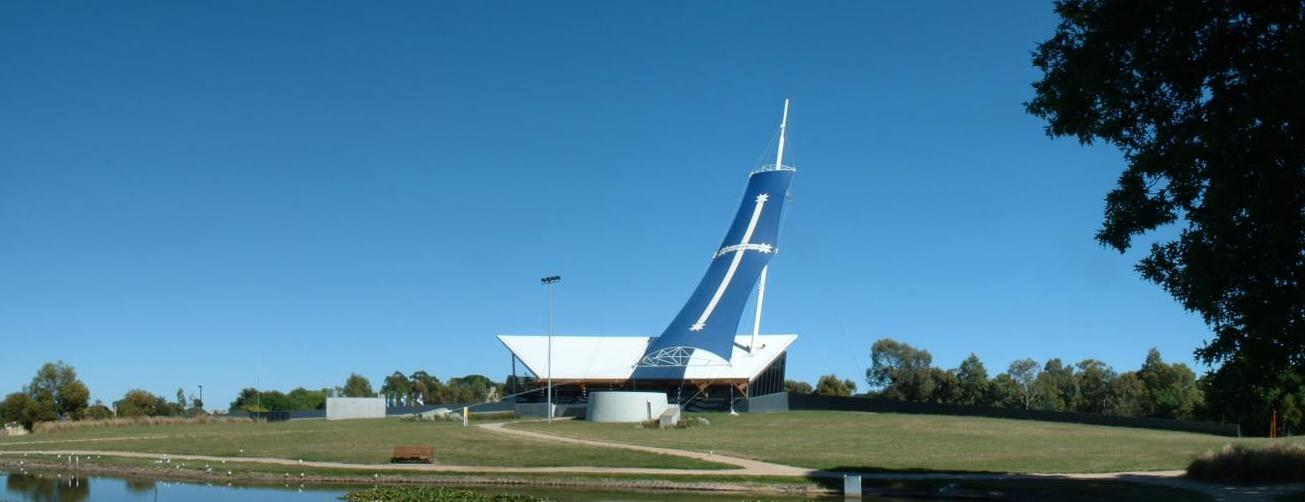
Weitwinkelaufnahme des Eureka Centre. Das Gebäude ist so gestaltet, dass es wie eine im Boden vergrabene Goldpfanne aussieht. Über der Mitte befindet sich eine Kopie der Eureka Flag.

Das Eureka Centre Ballarat ist ein Museum, das sich mit der Eureka Stockade (Eureka-Aufstand) von 1854 befasst, einem bedeutenden Ereignis in der australischen Geschichte, das als Geburtsstunde der Demokratie in Australien angesehen wird. Es befindet sich im Eureka Stockade Memorial Park, in Ballarat, Victoria, einem Ort von nationaler Bedeutung, der als Schauplatz des Aufstands gilt.

## Ausstellung

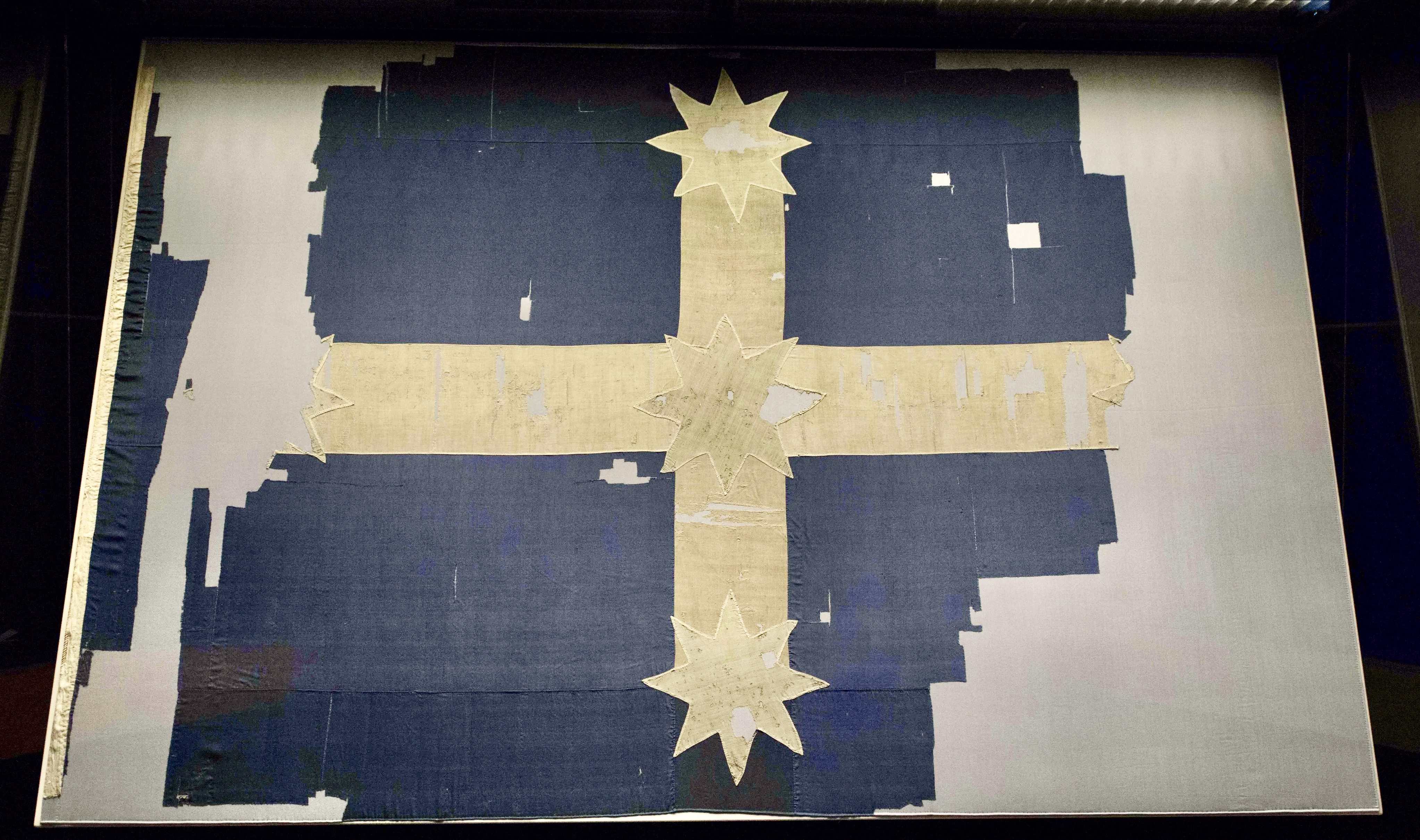
Die Originalflagge vom Eureka Stockade, ausgestellt im Eureka Centre Ballarat

Das Eureka Centre ist der Eureka Flag (Eureka-Flagge) gewidmet, die als eines der wichtigsten nationalen Symbole Australiens gilt. Sie wurde während der Rebellion gehisst und ist heute das Herzstück der Ausstellung. Die Eureka Flag ist eine Leihgabe der Art Gallery of Ballarat. Die Flagge war den Eureka-Rebellen als die „Australische Flagge“ bekannt, obwohl sie in der Sammlung der Galerie unter dem Namen „The Flag of the Southern Cross“ geführt wird. Sie wurde zum ersten Mal bei einem Treffen der Ballarat Reform League am 29. November 1854 in Bakery Hill gehisst und später bei der Eureka Stockade. Das Design der Flagge ist dem Sternbild Kreuz des Südens nachempfunden und zeigt ein weißes Kreuz auf blauem Hintergrund, mit vier Sternen an jeder Spitze des Kreuzes und einem Stern in der Mitte.

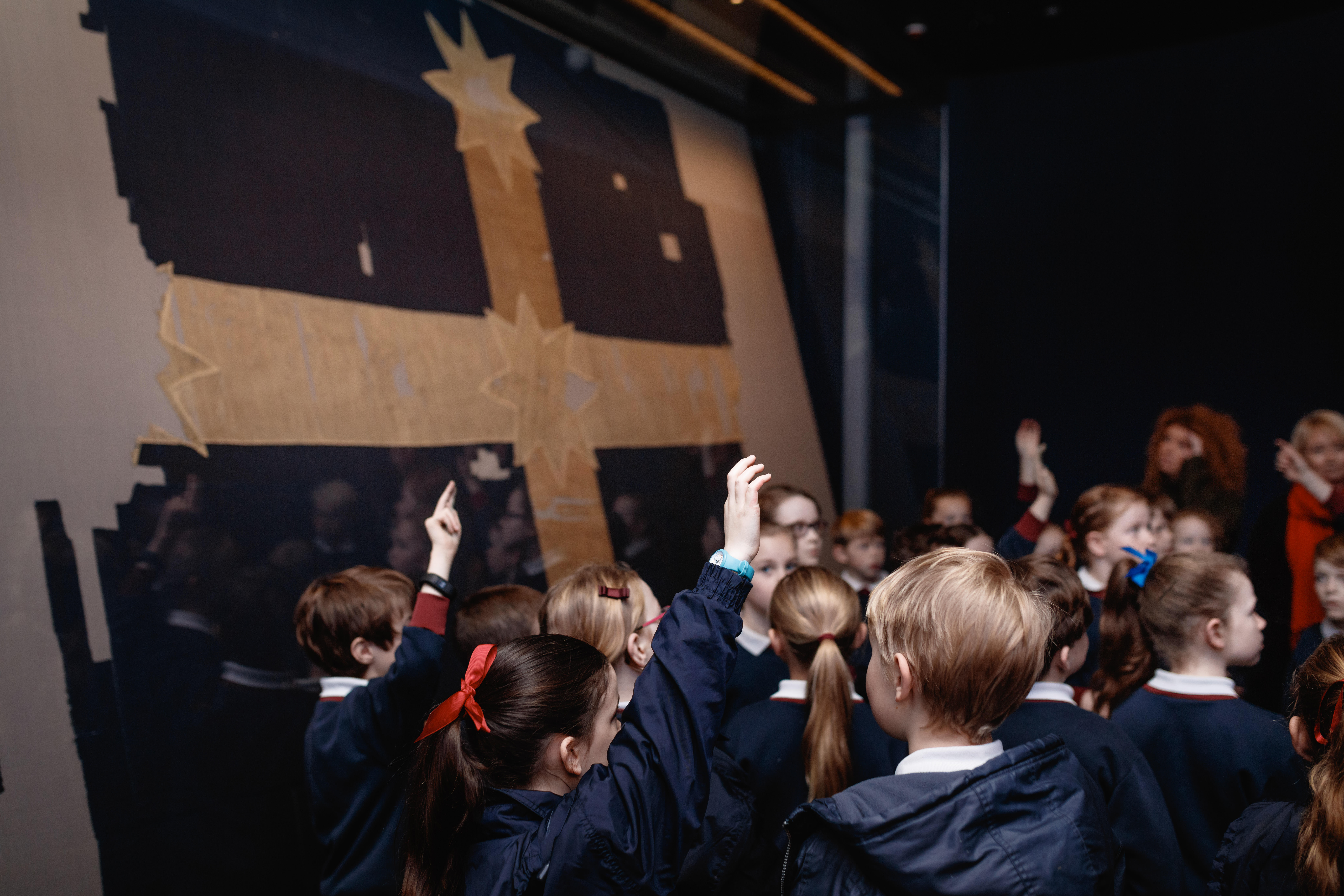
Schüler lernen die Eureka-Flagge und die Eureka-Stockade kennen.

Die Geschichte des Entwurfs und der Herstellung der Eureka-Flagge ist Gegenstand leidenschaftlicher Debatten. Es gibt Hinweise darauf, dass die Flagge von dem kanadischen Bergarbeiter und Eureka-Rebellen Henry Ross entworfen wurde. Eine weit verbreitete Ansicht, die sich auf mündliche Überlieferungen stützt, besagt, dass sie von drei Frauen, Anne Duke, Anastasia Hayes und Anastasia Withers, genäht wurde, möglicherweise in der katholischen Gemeinde St. Alipius. Eine andere Theorie besagt, dass sie von professionellen Zeltmachern hergestellt wurde. Es wird vermutet, dass der Polizist John King die Flagge nach dem Angriff auf die Eureka Stockade als Souvenir erwarb. In den 1890er Jahren lieh Kings Familie die Fahne der Art Gallery of Ballarat und seine Nachfahren schenkten sie 2001. Die Fahne ist 2,6 m hoch und 4 m breit. Sie besteht aus Baumwolle und Wolle. Die Fahne hat fehlende Teile, die herausgeschnitten und als Souvenir verschenkt wurden. Von Zeit zu Zeit tauchen diese Fragmente wieder auf und viele befinden sich in Museumssammlungen.
1973 erhielt die Art Gallery of Ballarat einen Zuschuss für die Restaurierung und Ausstellung der Eureka-Flagge. Die Schneiderin Val D’Angri aus Ballarat leitete die Restaurierungsarbeiten. Premierminister Gough Whitlam enthüllte die Flagge in der Galerie am Eureka-Tag, dem 3. Dezember 1973, und nutzte die Gelegenheit, um die Eureka-Geschichte in den Mittelpunkt der nationalen Identität Australiens zu stellen. Im Jahr 2011 wurde die Flagge ein zweites Mal untersucht und nach modernen Konservierungsstandards behandelt. Im Jahr 2013 kehrte die Flagge nach Ballarat zurück und wurde in einer eigens für sie angefertigten Vitrine im Eureka Centre ausgestellt.

## Geschichte

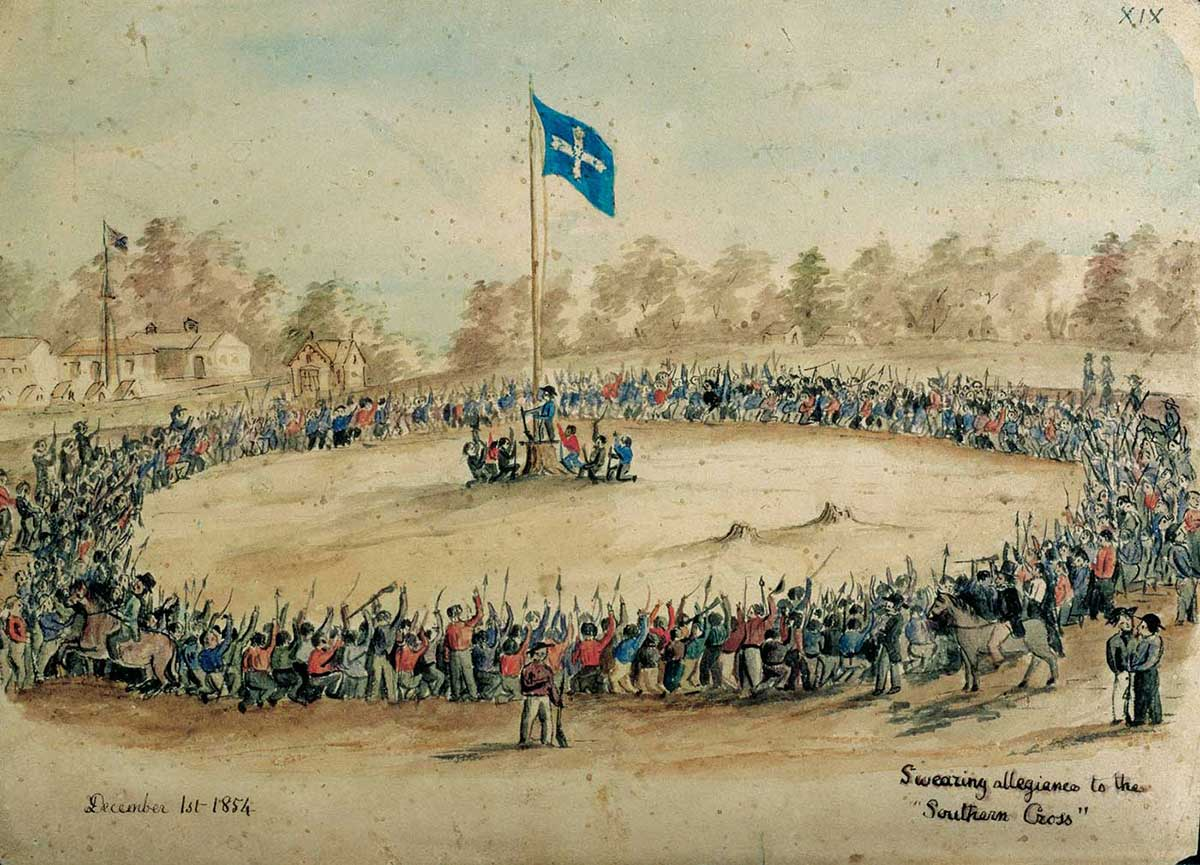
Treueschwur auf das Kreuz des Südens, 1854. Charles A. Doudiet, Aquarell. Ballarat Art Gallery.

Der Eureka Stockade Memorial Park ist der Ort, an dem die Eureka Stockade von protestierenden Bergleuten errichtet und verteidigt wurde. Heute ist er der zentrale Ort des Gedenkens und der Interpretation der Geschichte von Eureka. 1869 beschloss der Stadtrat von Ballarat East, den Ort der Eureka Stockade zu markieren. Die viktorianische Regierung erkannte das Gebiet 1870 offiziell als Reservat an. 1869 beschloss der Stadtrat von Ballarat East, den Standort der Eureka Stockade zu markieren. Die viktorianische Regierung erkannte das Gebiet 1870 offiziell als Reservat an. Im Jahr 1884 bildete sich ein Komitee, das die Errichtung eines Denkmals zum 30. Jahrestag der Eureka Stockade beschloss und Veteranen bat, den genauen Standort der Palisaden zu bestimmen. Da in Eureka seit 1854 ununterbrochen Bergbau betrieben wurde, war es für die Veteranen schwierig, sich auf einen genauen Standort zu einigen. Nach einigen Debatten wurde ein Konsens erzielt, obwohl die Spekulationen über den genauen Standort der Eureka-Stockade bis heute andauern. Das Denkmal von 1884 ist immer noch das Herzstück des Parks, obwohl im Laufe der Jahre weitere Gedenk- und Interpretationselemente hinzugefügt wurden. Ein Spaziergang durch den Park ist ein facettenreiches Erlebnis.

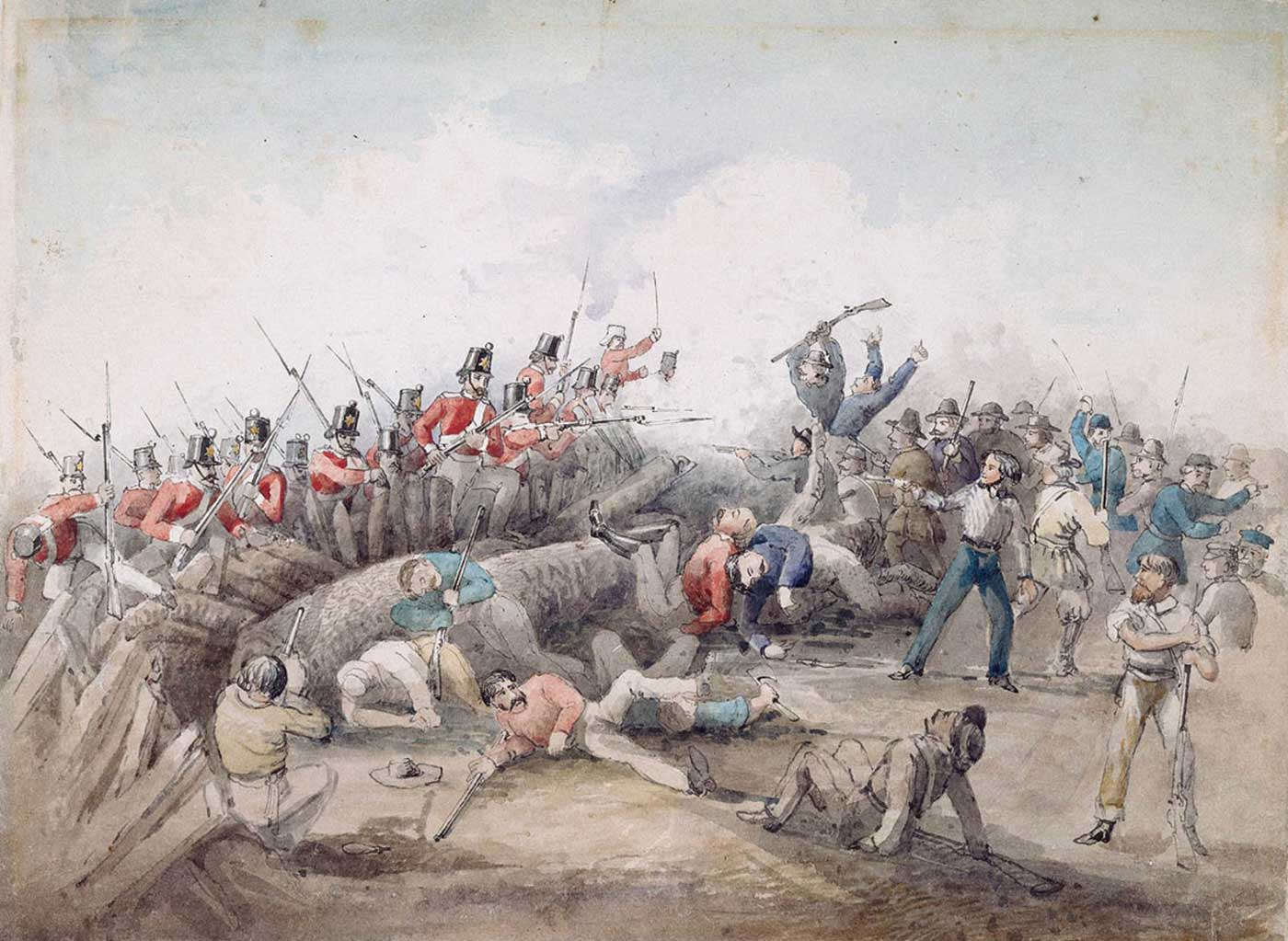
Eureka Rebellion, Aquarell von JB Henderson

Der Park besteht aus zwei unterschiedlichen Landschaften. Die historische Landschaft südlich und östlich des Sees ist geprägt von bedeutenden Bäumen, Denkmälern und Erholungselementen. Die Landschaft im Westen zeigt einheimische Pflanzenarten, die vor der Besiedlung gediehen. Der Eureka Stockade Memorial Park steht auf der Liste des viktorianischen Kulturerbes und wurde am 3. Dezember 2004, dem 150. Jahrestag der Stockade, in die National Heritage List aufgenommen.
Das ursprüngliche Eureka Stockade Interpretive Centre wurde 1997 fertiggestellt und 1998 durch den Premierminister von Victoria, Jeff Kennett, eröffnet. Es war ursprünglich als „touristisches Wahrzeichen“ gedacht, erreichte jedoch nicht die erwarteten Besucherzahlen. Von 2011 bis 2013 wurde das Zentrum in das Museum of Australian Democracy at Eureka (MADE) umgewandelt. Dieses Projekt wurde von der australischen und viktorianischen Regierung sowie der Stadt Ballarat mit insgesamt 11,1 Millionen AUD finanziert. Ziel von MADE war es, die Bedeutung der Eureka-Rebellion als Meilenstein in der Entwicklung der Demokratie hervorzuheben.

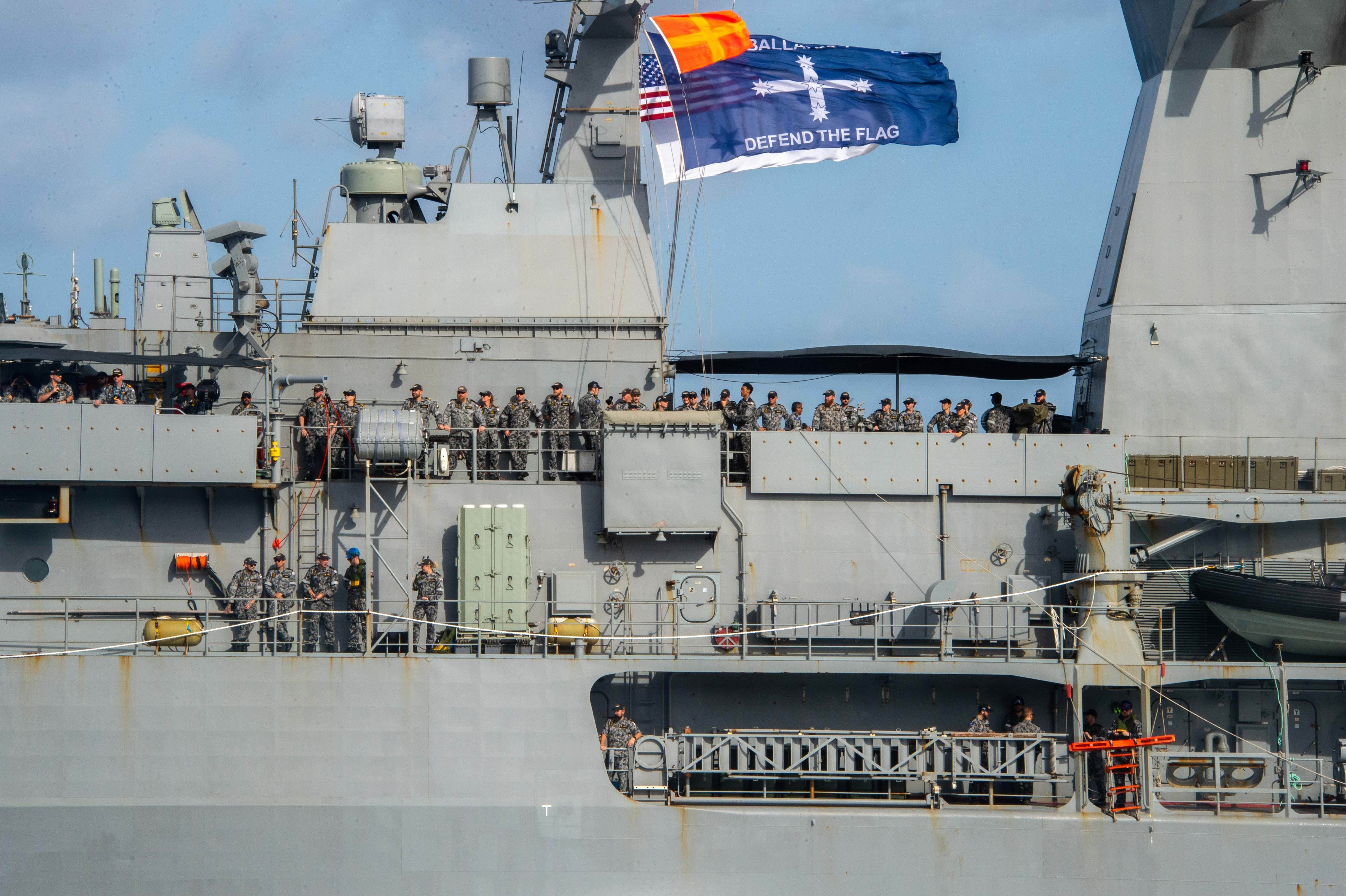
Eine Kopie der Eureka-Flagge auf der HMAS Ballarat im Oktober 2021

Das Museum erhielt einen jährlichen Zuschuss von rund einer Million AUD von der Stadt Ballarat sowie zusätzliche Unterstützung von Creative Victoria und anderen Spendern. Trotz anfänglicher Schwierigkeiten und Verzögerungen bei der Eröffnung konnte MADE 2017 einen Besucherrekord von 68.000 Besuchern verzeichnen. Im Februar 2018 beschloss der Stadtrat von Ballarat, die Verwaltung des Museums zu übernehmen, da die Finanzierung unsicher geworden war. Daraufhin wurde das Museum im März 2018 geschlossen. Die Verwaltung und Ausstellung der historischen Objekte, insbesondere der Eureka-Flagge, wurde von der Stadt übernommen.